# Внутрішній тепловий баланс Землі

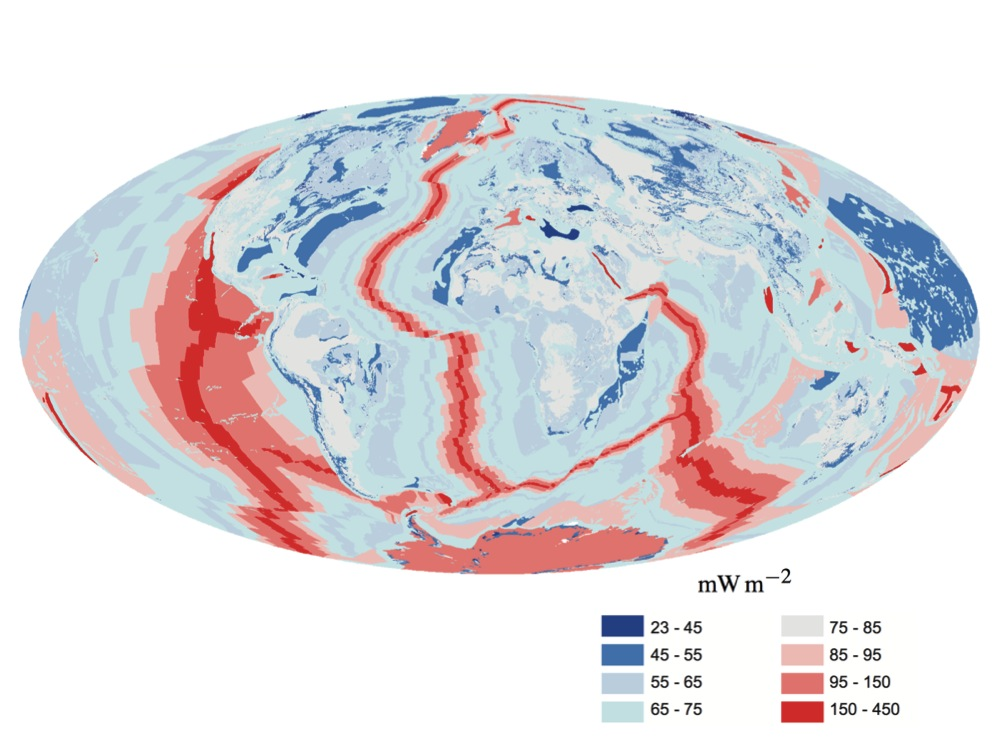
Глобальна карта потоку тепла, в mW/m^{2}, від внутрішньої поверхні Землі до поверхні. Найбільші значення теплового потоку збігаються з середніми хребтами океану, а найменші значення теплового потоку виникають у стабільних континентальних інтер'єрах.

Вну́трішній теплови́й бала́нс  Землі́ є основоположним для теплової історії Землі. Потік тепла з глибинних товщ Землі на поверхню оцінюється в {\displaystyle 47\pm 2} тераватт (TW) і походить з двох основних джерел приблизно в рівних кількостях: "радіогенне тепло", яке утворюється радіоактивним розпадом ізотопів у мантії та земній корі, і "первинне тепло", що залишилося від  утворення Землі.
Водночас, середня густина внутрішнього теплового потоку по земній кулі становить 87 ± 2 мВт/м² або (4,42 ± 0,10)×10 13 Вт в цілому по Землі , тобто приблизно в 5000 разів менше, ніж середня сонячна радіація.